# Doppelhochhaus Helene-Weigel-Platz 6/7
Das Doppelhochhaus Helene-Weigel-Platz 6/7 ist ein Ökologiedoppelhochhaus und steht auf dem Helene-Weigel-Platz im Berliner Ortsteil Marzahn des Bezirks Marzahn-Hellersdorf.

## Geschichte
Das Doppelhochhaus Typ SK 65 ist 76,35 Meter hoch, wurde von den Architekten Wolfgang Ortmann und Hartmudt Pautschhat als Stahlskelettbauweise mit 25 Etagen konstruiert und im Zuge der Neubausiedlung Marzahn im Jahr 1985 fertiggestellt. Im Erdgeschoss und im ersten Obergeschoss wurden Einzelhandels- und Dienstleistungsbetriebe integriert. Zwischen den Jahren 1994 und 1999 wurde das Doppelhochhaus in einzelnen Bauabschnitten grundlegend renoviert. Im gesamten Gebäude wurde die Haustechnik erneuert, die Loggiawände und -brüstungen wurden instand gesetzt. Außerdem hinterlüftete man die vorgehängten Fassadenelemente. Von Ende November 1998 bis zum Jahresende wurde an der gesamten Südfassade des Hochhauses Nummer 7 eine 426 m² große Photovoltaikanlage angebracht. Es wurden insgesamt 480 blau gefärbte Modulplatten montiert, die jeweils 72 Solarzellen zur Stromerzeugung enthalten. Jährlich produzieren die Fassadenplatten rund 25.000 kWh Solarstrom. Im Jahr 2000 begann der Umbau der Eingangsbereiche und Einrichtung des Conciergedienstes. Auf Wunsch der Mieter wurden zwischen den Jahren 2002 und 2004 in einzelnen Wohnungen teilweise Grundrissänderungen vorgenommen.